# Niki Kierameos
Niki Kierameos, grec. Νίκη Κεραμέως (ur. 18 lipca 1980 w Salonikach) – grecka polityk i prawniczka, parlamentarzystka, minister edukacji i spraw religijnych (2019–2023), minister spraw wewnętrznych (2023–2024), minister pracy i ochrony socjalnej (od 2024).

## Życiorys
Ukończyła studia prawnicze na Université Panthéon-Assas, na tej samej uczelni uzyskała magisterium z prawa międzynarodowego. Ukończyła też z dyplomem LLM studia ze specjalizacją w zakresie arbitrażu w Harvard Law School. Uzyskała uprawnienia zawodowe w Nowym Jorku i Atenach. W 2007 podjęła w Grecji praktykę prawniczą w ramach prywatnej kancelarii. Współtworzyła i została przewodniczącą fundacji Desmos, zajmującej się działalnością charytatywną.
Dołączyła do Nowej Demokracji. W styczniu 2015 po raz pierwszy uzyskała mandat posłanki do Parlamentu Hellenów z listy państwowej. Utrzymała go również w wyniku wyborów z września 2015. Z powodzeniem ubiegała się o reelekcję w 2019, maju 2023 i czerwcu 2023.
W lipcu 2019 nowy premier Kiriakos Mitsotakis powierzył jej funkcję ministra edukacji i spraw religijnych; stanowisko to zajmowała do maja 2023. W czerwcu 2023 w nowo powołanym drugim rządzie Kiriakosa Mitsotakisa objęła stanowisko ministra spraw wewnętrznych. W czerwcu 2024 przeszła na urząd ministra pracy i ochrony socjalnej.